# Cemitério Real de Frogmore
O Cemitério Real de Frogmore é um cemitério usado pela família real britânica. Consagrado em 23 de outubro de 1928 pelo Bispo de Oxford.
O local faz parte da propriedade da Frogmore House, sendo adjacente ao Mausoléu Real, onde estão sepultados a Rainha Vitória e o Príncipe Alberto, e o Mausoléu da Duquesa de Kent.
Recentemente, Henrique, Duque de Sussex e sua esposa, Meghan, Duquesa de Sussex, declararam que desejam ser enterrado no Cemitério Real após suas mortes.

## Construção
O Cemitério foi construído no reinado de Jorge V para abrigar os restos mortais de membros da família real britânica. A principal motivação  foi a falta de espaço da Capela Real de São Jorge, que estava ficando cheia, tendo tido 23 sepultamentos entre 1810 e 1928. Com a inauguração, parte dos membros da família real, inicialmente sepultados na Capela de São Jorge, foram transladados para o Frogmore.
Com a conclusão da construção, a Capela Real serviria para abrigar somente os soberanos, os consortes e os membros da família real que estavam na linha direta de sucessão. Os demais, passaram a ser enterrados no Cemitério Real.

## Sepultamentos

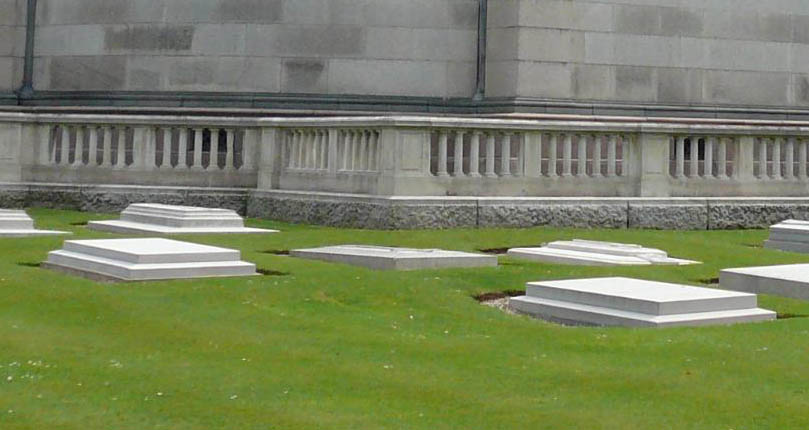
Vista parcial do Cemitério Real

## Sepultamentos[3]

### Em 1928: anteriormente sepultados na Capela de São Jorge.
- Francisco de Teck (1870-1910)
- Luísa Margarida da Prússia (1860-1917)
- Cristiano de Eslésvico-Holsácia (1831-1917)

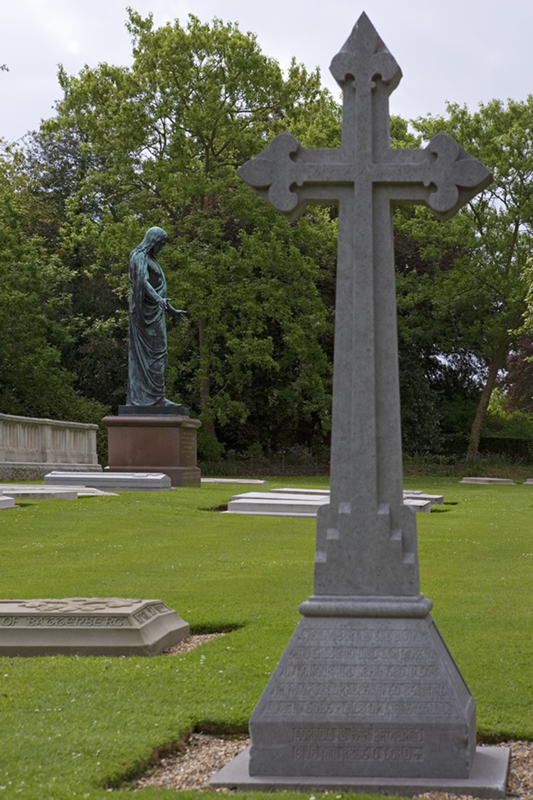
Vista parcial do Cemitério

- Leopoldo Mountbatten (1889-1922)
- Helena do Reino Unido (1846-1923)

### A partir de 1929
- Vitória do Reino Unido (1868-1935)
- Arthur de Connaught (1883-1938)
- Luísa, Duquesa de Argyll (1848-1939)
- Arthur, Duque de Connaught e Strathearn (1850-1942)
- Helena Vitória de Eslésvico-Holsácia (1870-1948)
- Maria Luísa de Eslésvico-Holsácia (1872-1956)
- Jorge, Duque de Kent (1902-1942)
- Marina, da Grécia e Dinamarca (1906-1968)
- Eduardo VIII (1894-1972)
- Wallis Simpsor (1896-1986)
- Patrícia de Connaught (1886-1974)
- Alice, Duquesa de Gloucester (1901-2004)
- Henrique, Duque de Gloucester (1900-1974)
- Alice de Albany (1883-1981)
- Alexandre de Teck (1874-1957)

### Sepultado Anteriormente
- Maria da Romênia (1900–1961): Transladada em 2013 para Topola.

## Acesso ao Público
A Frogmore House e seus jardins costumam ficar abertos ao público em cerca de seis dias por ano, geralmente perto da Páscoa e do feriado bancário de agosto.
O Cemitério Real pode ser visto de todo o seu perímetro nos dias em que os jardins estão abertos ao público. O Mausoléu da Duquesa de Kent também pode ser visto externamente, mas nunca é aberto ao público.
O Mausoléu Real , o local de descanso da Rainha Vitória e seu marido, o Príncipe Alberto, é estruturalmente instável e está fechado ao público desde 2007. Foi relatado em agosto de 2011 que os reparos podem não ser concluídos por mais dez anos.  O Mausoléu Real costumava ser aberto na quarta-feira mais próxima do aniversário da Rainha Vitória, 24 de maio, e ocasionalmente em outros dias em que o terreno estava aberto. A restauração do mausoléu começou em junho de 2018, para criar um fosso seco ao redor dele e substituir o telhado para protegê-lo do antigo problema de infiltração de água.